# Whiplash (film, 1948)
Pour les articles homonymes, voir Whiplash.
Pour plus de détails, voir Fiche technique et Distribution.
Whiplash est un film américain réalisé par Lewis Seiler, sorti en 1948.

## Synopsis
Lors d'un flash back, au cours d'un combat de boxe au Madison Square Garden, Mike Gordon affronte un adversaire apparemment supérieur mais est sauvé au dernier moment par la cloche. Quelques jours plus tôt, Mike Gordon, un peintre californien heureux et contrarié que le propriétaire du café, Sam, ait laissé la cliente Laurie Rogers acheter un tableau accroché au mur. Mike n’est pas satisfait de son travail et confronte Laurie pour le récupérer. Elle le convainc que c’est bon sinon parfait, alors Mike l’invite à dîner.
Après un dîner romantique et une baignade dans l’océan, ils ont rendez-vous pour le petit-déjeuner. Quand un personnage louche entre dans le café de Sam, Laurie quitte brusquement la ville. À son hôtel, Mike voit le tableau emballé et adressé au Dr Vincent, New York. Sam donne de l’argent à Mike pour y alle.
Plus tard, dans son atelier d’artiste de Greenwich Village, Christine, la voisine de Mike, invite ce dernier au Pelican Club, un lieu de nuit coûteux. Bien que le plan de Christine pour lui obtenir une commande de portrait se retourne contre lui, Laurie apparaît sous les projecteurs pour chanter. Mike se rend dans sa loge, où des voyous l’attaquent. Il assomme un gars, mais se fait frapper à la tête par un goon nommé Costello. Il a été transporté inconscient au bureau du patron.
Le propriétaire du club, Rex Durant, un ex-boxeur infirme, est impressionné que Mike vienne d’éliminer un aspirant de poids moyen. Durant propose de faire de lui un champion. Seul hic : Laurie est en fait Mme Durant. Mike en veut à Laurie de lui avoir menti. Le lendemain, au gymnase, Mike est examiné par le Dr Vincent, qui a le tableau accroché dans son bureau. C’est le frère de Laurie.
Mike s’entraîne pour devenir un combattant de prix pour sortir Laurie de son système, se retrouvant empêtré dans les plans sadiques de Durant. Le Dr Vincent révèle que lorsqu’il n’a pas réussi à réparer les jambes de Durant après un accident de voiture, Durant a exploité sa culpabilité et a manipulé Laurie pour qu’elle reste mariée. Le Dr Vincent décide de tuer Durant pour libérer Laurie, mais Mike le contrecarre, confrontant Durant lui-même. Costello donne une commotion cérébrale à Mike. Un combat maintenant serait un suicide, mais Durant promet à Mike que s’il gagne le grand combat, Laurie sera libre. Durant veut sa mort parce qu’il sait que Laurie aime Mike.
Le flashback prolongé se termine avec Mike woozy et prenant une raclée au Garden. Il triomphe néanmoins sur le ring avant d’être envoyé à l’hôpital. Le Dr Vincent poursuit Durant et est abattu par Costello, mais parvient à tirer sur Durant, dont le fauteuil roulant sort du Madison Square Garden dans un taxi venant en sens inverse.
Plus tard, Mike peint sur la plage avant que ne la rejoigne Laurie et ne s’embrassent sur la falaise.

## Fiche technique
- Titre : Whiplash
- Réalisation : Lewis Seiler
- Scénario : Maurice Geraghty, Gordon Kahn et Harriet Frank Jr. (en)
- Photographie : J. Peverell Marley
- Effets visuels : Edwin B. DuPar
- Montage : Frank Magee (en)
- Musique : Franz Waxman
- Société de production : Warner Bros.
- Pays de production : États-Unis
- Format : Noir et blanc - 1,37:1
- Genre : drame
- Date de sortie : 1948

## Distribution
- Dane Clark : Michael Gordon
- Alexis Smith : Laurie Durant
- Zachary Scott : Rex Durant
- Eve Arden : Chris Sherwood
- Jeffrey Lynn : Dr Arnold Vincent
- S. Z. Sakall : Sam
- Alan Hale : Terrance O'Leary
- Douglas Kennedy : Costello
- Ransom M. Sherman : Tex Sanders
- Freddie Steele : Duke Carney
- Robert Lowell : Trask
- Don McGuire : Markus
- Ray McDonald : non crédité